# Cola de sapateiro
Cola de sapateiro é uma mistura de solventes orgânicos, entre eles o tolueno (ou o xileno), originalmente produzida para ser usada como adesivo para couros e borrachas, mas indevidamente utilizada como droga psicoativa.

## Mecanismo de ação e efeitos
Os solventes que entram na composição da cola de sapateiro são lipossolúveis, isto é, dissolvem-se em gorduras. Uma vez inalados por via oral ou respiratória, atravessam a membrana hemato-encefálica e atingem rapidamente o cérebro, provocando alterações do estado de consciência que vão desde leves tonturas até fortes depressões do sistema nervoso central. Sendo altamente solúveis, são armazenadas no tecido adiposo e no tecido cerebral.
A ação do tolueno sobre o sistema nervoso provoca um sentimento de gratificação e entorpecimento, associado a vertigem e tontura, que começa em poucos minutos e pode durar até quase uma hora. Muitos usuários descrevem como sintomas a ocorrência de ilusões, sonolência, perda ou redução de inibições, sensação de estar flutuando e eventualmente amnésia.

## Reação do organismo
O metabolismo hepático transforma o tolueno em ácido benzoico, eliminando-o pelos pulmões, ou mais lentamente pela urina, na forma de ácido hipúrico.
Como o organismo reage rapidamente, gerando tolerância à dose administrada, torna-se necessário um aumento da dose para obter o mesmo efeito na próxima vez, formando-se o ciclo da dependência.
Pesquisas recentes com tomografias cerebrais mostraram que o tolueno absorvido pelo organismo dirige-se às mesmas regiões do cérebro e age de maneira muito semelhante à da cocaína.

## Situação legal
No Brasil, em junho de 2006, a Anvisa (Agência Nacional de Vigilância Sanitária) proibiu a venda de cola de sapateiro para menores de 18 anos.
Desde 2003, tramita na Câmara Federal um projeto de lei visando substituir gradualmente o uso da cola de sapateiro por adesivos à base de água. Mas a indústria calçadista brasileira argumenta que ainda não há tecnologia para isso, e que a substituição prematura do adesivo tradicional provocará aumento de custos, devolução de calçados defeituosos e queda nas exportações.